# Şenol Çorlu
Şenol Çorlu (Ankara, 3 dicembre 1961) è un dirigente sportivo ed ex calciatore turco, di ruolo centrocampista, attuale direttore dell'accademia del Fenerbahçe.

## Carriera
Ha cominciato la carriera professionistica nella stagione 1975-76 con il Petrol Ofisi, dove ha giocato per 4 anni. Nel 1979 si è trasferito nell'Orduspor e nel 1981 nel Sakaryaspor, dove ha giocato come attaccante. Dopo aver giocato a Sakaryaspor per tre anni, si è trasferito al Fenerbahçe a 1984, dove avrebbe giocato per il resto della sua carriera.
Ha giocato 17 volte con la maglia della nazionale turca.